# アラゲインコ
アラゲインコ（荒毛鸚哥、Psittrichas fulgidus、英名:Pesquet parrot、別名ドラキュラインコ）は、鳥綱オウム目インコ科アラゲインコ属に分類される鳥類。本種のみでアラゲインコ属を構成する。

## 分布
インドネシア、パプアニューギニア（ニューギニア島固有種）

## 形態
全長46センチメートル。体重は680~800g。メスよりもオスの方がやや大型になる。頸部は細長い。頭部は剛毛で被われる。全身は褐色の光沢がある黒や暗褐色の羽毛で被われる。喉から腹部にかけての羽毛の外縁（羽縁）は灰色で、横縞状や鱗状に見える。腹部から尾羽基部の下面（下尾筒）の羽衣は赤い。尾羽は短く、色彩は黒い。下雨覆や次列風切の色彩は赤い。
顔には羽毛が無く、黒い皮膚が裸出する。皮膚の裸出は、顔が果肉で汚れるのを防ぐ働きがあると考えられている。虹彩は褐色。嘴は黒い。後肢の色彩は黒や黒褐色。
オスは眼後部に剛毛からなる赤い斑紋が入る。

## 生態
標高600-2,000メートル（主に800-1,200メートルだが、標高50メートルや標高2,000メートルに生息することもある）にある熱帯雨林に生息し、超高木がある環境を好む。樹上棲。単独やペア、20羽以下からなる小規模な群れを形成して生活する。素早い羽ばたきと滑空を繰り返して飛翔する。樹上を移動する時は枝伝いによじ登らずに、短距離を素早く羽ばたいて移動する。鳴き声は独特で、荒削りと表現される唸り声で鳴く。
食性は植物食で、果実（イチジク類、タコノキ類、マンゴー）、果汁、花などを食べる。
繁殖形態は卵生。飼育下では2個の卵を産んだ例がある。出産間隔は4日。飼育下ではメスのみが抱卵した例があり、抱卵期間は27-31日。育雛は雌雄共に行う。

## 人間との関係
生息地では食用とされる事もある。羽毛は婚礼の際に贈り物として用いられる事もある。
開発による生息地の破壊、羽毛用や食用の乱獲などにより生息数は減少している。
国際自然保護連合(IUCN)のレッドリストの中では、野生絶滅の高い危険性がある「危急種」に指定されている。